# 몬테피시스

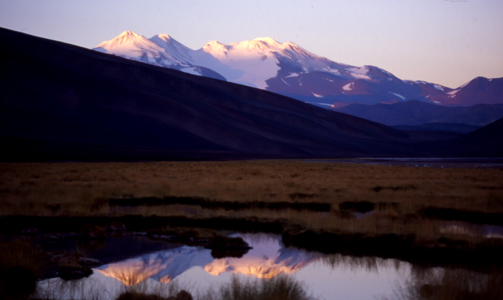
북동쪽에서 바라본 몬테피시스

몬테피시스(Monte Pissis) 또는 피시스산은 칠레 국경에서 동쪽으로 25km(16마일), 아콩카과산에서 북쪽으로 약 550km(340마일) 떨어진 아르헨티나의 라리오하주와 카타마르카주 경계에 있는 사화산이다. 이 산은 서반구에서 세 번째로 높은 산이다. 몬테피시스는 칠레 정부를 위해 일했던 프랑스 지질학자 페드로 호세 아마데오 피시스(Pedro José Amadeo Pissis)의 이름을 따서 명명되었다. 아타카마 사막에 위치해 있기 때문에 이 산은 매우 건조한 환경을 갖고 있지만 이 지역 특유의 크레바스가 있는 광대한 빙하가 특징이다.